# Gompa

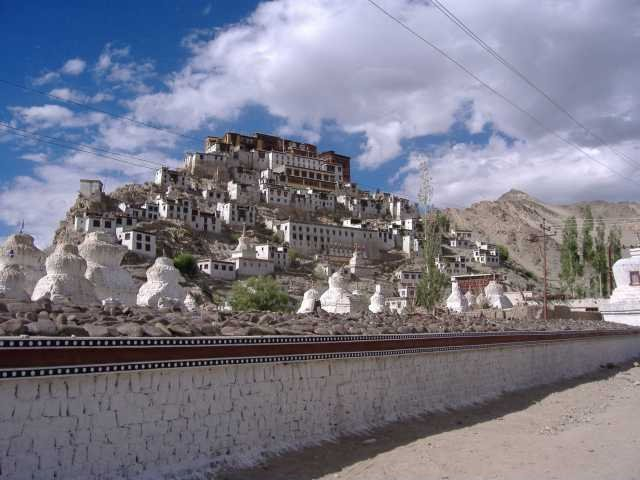
Monastère de Thikse.

Les Gompas, Gönpas, ou  Gumbas (tibétain : དགོན་པ།, Wylie : dgon pa, THL : gompa, aussi connu sous le nom de ling (tibétain : གླིང, Wylie : gling, THL : ling), sont des complexes bouddhistes dont l'architecture est celle d'une enceinte fortifiée dans laquelle ont été intégrées une vihara et une université propre à l'enseignement du sadhana du bouddhisme tibétain. Ils sont implantés principalement dans la région historiques du Tibet, et ils ont été développées en Asie notamment en Chine, en Inde, au Népal, au Ladakh et au Bhoutan.

## Description
À l’origine le gompa était un refuge utilisé comme résidence fixe durant la saison des pluies (vassa) par les premiers moines bouddhistes qui, comme la majorité des ascètes de leur temps, pratiquaient l’errance. Le vihara moderne typique comprend une salle de méditation entourée de cellules et abrite un autel portant une représentation du Bouddha.
Les détails de conception et d'intérieur varient d'une région à l'autre ; cependant, tous sont organisés autour d'une salle de prière centrale contenant murti ou thangka, des bancs pour que les moines ou les nonnes s'engagent dans la prière ou méditation et logement attaché. Le gömpa ou la lingue peuvent également être accompagnés d'un nombre quelconque de stupas.

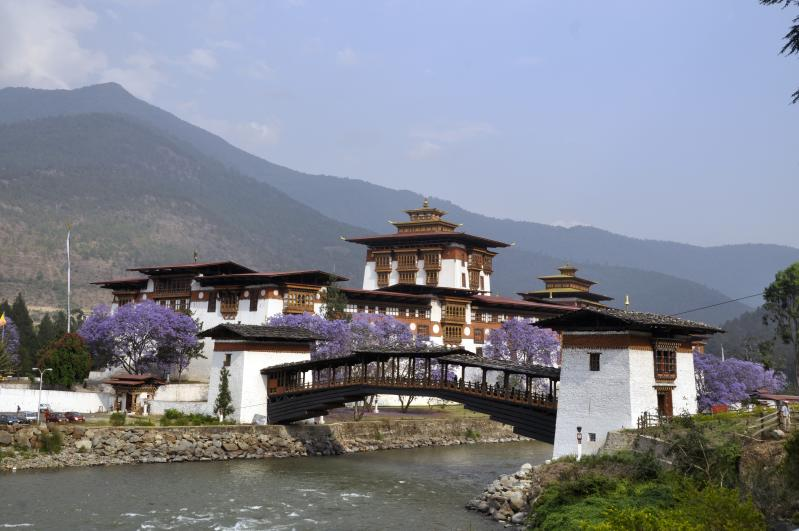
Phunaka, Bhoutan, 2012.

Dans l'architecture, le dzong du Bhoutan c'est un sous-ensemble de conception traditionnelle. Le dzong (du tibétain : རྫོང་, Wylie : rDzong, THL : dzong) est un type bien individualisé de monastère-forteresse que l'on rencontre dans les anciens et actuels royaumes bouddhistes de l'Himalaya, notamment au Bhoutan, Tibet et Ladakh (anciennement surnommé petit-Thibet), servait autrefois de centre religieux, militaire, administratif et social du district qu'il commandait. Il pouvait abriter une garnison si nécessaire ainsi qu'une armurerie. Il accueillait les structures administratives du district ainsi que les moines. C'était aussi un lieu d'échanges et souvent le site d'un Tshechu, ou d'un festival religieux de la secte Drukpa de l'école Kagyu du bouddhisme tibétain.

## Enseignement

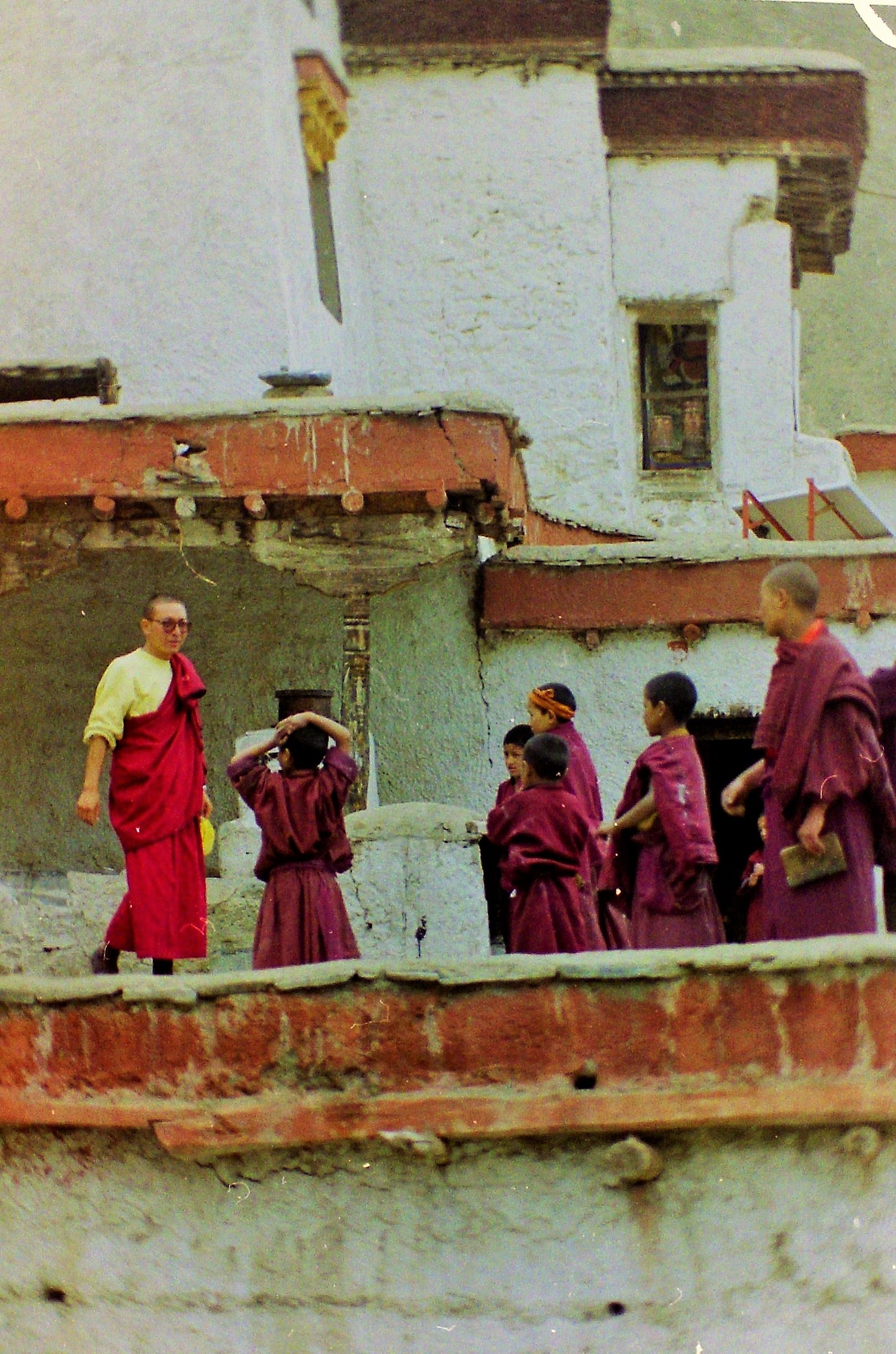
À l'école du bouddhisme de Rizong Gompa

Un gompa (ou ling), abrite le plus souvent une école du bouddhisme. c'est une université du bouddhisme tibétain où l'on pratique de la sadhana (en sanskrit : साधना ; IAST : sādhanā) ou parfois sādhanā(au féminin) signifie : pratique, cheminement spirituel.
La sādhanā induit la notion d'effort pour atteindre un objectif et, dans l'usage courant, proche de la notion d'ascèse.
Les bouddhistes perpétuent ainsi leur doctrine avec ces institutions de formation ou séminaires reconnus par les autorités, qui délivrent des diplômes dont les titulaires peuvent occuper des fonctions dans la hiérarchie officielle.